# Championnat d'Égypte de football américain
Le Championnat d'Égypte de football américain (Egyptian National Football League ou ENFL) est une compétition sportive réunissant depuis 2015 l'élite des clubs égyptiens de football américain .
Cette compétition organisée par la Fédération égyptienne de football américain (Egyptian Federation of American football ou EFAF) se dispute en une phase régulière de type championnat laquelle est suivie d'une phase de playoffs (1/2 finales), le tout se terminant par la finale dénommée « Egyptian Bowl ».

## Clubs de la saison 2020
La compétition a été suspendue le 18 mars jusqu'à une date indéterminée à la suite de la pandémie de maladie à coronavirus de 2019-2020 (Covid-19).
| - Division Ouest : - 1 - Cairo Hell Hounds - 2 - MSA Tigers - 3 - Cairo Wolves - 4 - Gezira Thunder |  | - Division Est : - 1 - Cairo Bears - 2 - GUC Eagles - 3 - Cairo Warriors - 4 - AUC Titans |

## Palmarès de l'Egyptian Bowl
| EGBowl | Saisons | Champion     | Adversaire       | Résultat | Nb. d'équipes |
| ------ | ------- | ------------ | ---------------- | -------- | ------------- |
| I      | 2015    | GUC Eagles   | Cairo Hellhounds | 26 - 12  | 5 équipes     |
| II     | 2016    | GUC Eagles   | Cairo Hellhounds | 12 - 10  | 6 équipes     |
| III    | 2017    | GUC Eagles   | MSA Tigers       | 27 - 06  | 5 équipes     |
| VI     | 2018    | Cairo Wolves | MSA Tigers       | 12 - 0   | 8 équipes     |
| V      | 2019    | GUC Eagles   | MSA Tigers       | 40 - 0   | 8 équipes     |

### Tableau d'honneur
|   | Club             | Nombre de titres | Dernier titre | Nombre de finales perdues | Dernière défaite en finale |
| - | ---------------- | ---------------- | ------------- | ------------------------- | -------------------------- |
| 1 | GUC Eagles       | 4                | 2019          | -                         | -                          |
| 2 | Cairo Wolves     | 1                | 2018          | -                         | -                          |
| 3 | Cairo Hellhounds | -                | -             | 2                         | 2016                       |
| 4 | MSA Tigers       | -                | -             | 3                         | 2019                       |